# Ulricehamns församling
Ulricehamns församling är en församling i Redvägs och Ås kontrakt i Skara stift. Församlingen ligger i Ulricehamns kommun i Västra Götalands län. Församlingen ingår i Ulricehamns pastorat.

## Administrativ historik
Församlingen bildades 1684 under namnet Bogesunds församling. Den namnändrades 1741 till Ulricehamns församling. År 1938 införlivades Brunns och Vists församlingar.
Församlingen var till 1733 annexförsamling i pastoratet Timmele, Brunn, Vist och Bogesund. Från 1733 var den moderförsamling i pastoratet Ulricehamn och Timmele som till 1938 även omfattade Brunns församling och Vists församling och från 2006 även omfattar Hössna församling och från 2014 Åsundens församling.

## Organister
| Period    | Namn                  | Levnadstid | Övrigt    |
| --------- | --------------------- | ---------- | --------- |
| 1721–1722 | Hans Hiort            |            | Organist  |
| 1723–1728 | Hans Hiort            |            | Organist  |
| 1728–1754 | Bengt Möller          | 1701–1754  | Organist  |
| 1758–1784 | Johan Möller          | 1735–1801  | Organist  |
| 1784–1804 | Karl Magnus Rudhammar | 1755–1804  | Organist  |
| 1804–1806 | Sakarias Ulander      | 1783–      | Organist  |
| 1806/1807 | Lars Dannerberg       | 1774–1816  | Organist  |
| 1807–1812 | Erik Landahl          | 1787–1862  | Organist  |
| 1814–1815 | Nils Adolph Haag      | 1791–1832  | Organist  |
| 1816–1837 | Sakarias Ulander      | 1783–1837  | Organist  |
| 1838–1904 | Karl Johan Nystedt    | 1815–1904  | Organist  |
| 1960–1964 | Sven Sigvard Nilsson  | 1929–      | Organist. |

## Kyrkor
- Ulricehamns kyrka
- Brunns kyrka
- Vists kyrka